# Ilona Welikanowitsch
Ilona Welikanowitsch (* 21. Februar 1994  als Ilona Iwanowa) ist eine belarussische Leichtathletin, die sich auf den Mittelstreckenlauf spezialisiert hat.

## Sportliche Laufbahn
Erste internationale Erfahrungen sammelte Ilona Welikanowitsch bei den World Athletics Relays 2021 im polnischen Chorzów, bei denen sie in 3:48,06 s gemeinsam mit Ilja Karnawuchau den vierten Platz in der 2 × 2 × 400 m Staffel belegte. Bereits 2018 gewann sie aber bei den Crosslauf-Europameisterschaften in Tilburg in 16:21 min die Bronzemedaille in der Mixed-Staffel hinter den Mannschaften aus Spanien und Frankreich.
2021 wurde Welikanowitsch belarussische Hallenmeisterin im 800-Meter-Lauf.

## Persönliche Bestzeiten
- 800 Meter: 2:01,69 min, 26. Juni 2019 in Goleniow
  - 800 Meter (Halle): 2:06,35 min, 18. Februar 2017 in Mahiljou
- 1500 Meter: 4:23,89 min, 11. Juli 2014 in Minsk
  - 1500 Meter (Halle): 4:25,11 min, 12. Februar 2021 in Mahiljou